# Спасск (Рязанская область)
Спасск — деревня в Шацком районе Рязанской области в составе Кермисинского сельского поселения.

## Географическое положение
Деревня Спасск расположена на Окско-Донской равнине на правом берегу реки Кермись в устье речки Кевля в 34 км к юго-востоку от города Шацка. Расстояние от деревни до районного центра Шацк по автодороге — 54 км.
С запада, юга и востока деревня окружена большими лесными массивами. Ближайшие населенные пункты — село Кермись и деревня Львовка, а также село Николаевка, поселок Тарханы и деревня Надеждино (Тамбовская область).

## Происхождение названия
Версия михайловских краеведов И. Журкина и Б. Катагощина, выводящих название деревни от фамилии землевладельца Спасского, не находит подтверждения. Как правило, населенные пункты с такими названиями в большинстве своем получают наименования по расположенным в них Спасским церквям. Однако данный населенный пункт всегда имел статус деревни, и церкви в нем не было.
По местному преданию, деревня получила свое название по фамилии бурмистра Спасского.
Вплоть до начала XX в. деревня носила двойное название — Спасская, Печинки тож.

## История
Деревня Спасск возникла в начале 1830-х гг. как выселки из села Печины по инициативе его тогдашнего владельца, генерала от кавалерии князя Петра Ивановича Трубецкого (1798—1871). Всего на новое место, в лесную болотистую местность на берегу реки Кермись, изобиловавшую дичью, было переселено 7 семей, потомки которых позднее стали носить фамилии Колесовых, Махониных, Соломатиных, Бирюковых, Шашуриных, Шориных и Потехиных.
Новое поселение получило вначале название Печинки и насчитывало всего 13 крестьянских дворов. Свое второе название деревня получила, по-преданию, по фамилии управляющего князей Трубецких бурмистра Спасского.
После отмены крепостного права, в конце XIX — начале XX вв., имение Трубецких в Спасске перешло в руки купца Леденцова, устроившего здесь винокуренный завод. На заводе работало много крестьян из окрестных деревень, а также подростки 12—14 лет. Ему же принадлежали лес и картофельные поля в окрестностях деревни, мельница.
Из числа крестьян выделялись более зажиточные семьи крестьян Пресновых, Махониных, Колесовых, Баклановых. Кулацкой семье Колесовых принадлежало 18 дес. земли в окрестностях деревни. Семьи Пресновых и Махониных первые в деревне построили кирпичные дома. Они арендовали землю недалеко от реки Кермись со стороны бугра, где добывалась глина, и построили здесь кирпичный завод. Непосредственно на самом бугре, где глиняный карьер, находился ещё один кирпичный завод Михаила Севостьяновича Бакланова. Из местного кирпича были построены многие дома в деревне.
К 1911 г., по данным А. Е. Андриевского, деревня Спасская, Печинки тож, относилась к приходу Христорождественской церкви села Кермись и в ней насчитывалось 80 крестьянских дворов, в которых проживало 250 душ мужского и 300 женского пола.

## Население
| 1989 | 2010 | 2012 |
| ---- | ---- | ---- |
| 195  | ↘48  | ↗49  |

## Транспорт
Основные грузо- и пассажироперевозки осуществляются автомобильным транспортом.

## Известные уроженцы
- Филипп Федорович Махонин (род. 1929 г.) — художник-график, член Союза художников РСФСР, член-корреспондент Петровской академии наук и искусств.